# Armería de la Guardia Nacional de Helena
La Armería de la Guardia Nacional de Helena es un edificio histórico de armas ubicado en 511 Miller Street, Helena (Arkansas). Es una estructura de ladrillo y mampostería de un solo piso, construida en 1936-37 con fondos del Works Progress Administration para albergar la Batería G de la 206.ª Artillería Costera. La fachada principal del edificio tiene un fuerte estilo art déco, con un revestimiento predominantemente de ladrillo rematado por hileras de hormigón, y un fuerte énfasis vertical logrado por dos torres y cuatro pilastras en un techo de arco apuntado. El edificio albergó una variedad de compañías militares entre su apertura y su cierre en 1978.
Fue incluido en el Registro Nacional de Lugares Históricos en 2007. El número de referencia NRHP es 06001266.